# Bacteri bioluminescent

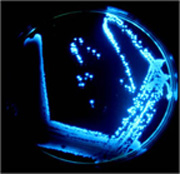
Placa bioluminescent

Els Bacteris bioluminescents són bacteris que produeixen llum per bioluminescència que es troben predominantment presents en aigua de mar, sediments marins, superfície de descomposició de peixos i en l'intestí dels animals marins. Si bé no és comuna, la bioluminiscència bacteriana també es troba en bacteris terrestres i d'aigua dolça. Aquests bacteris poden ser de vida lliure (com Vibrio harveyi) o en simbiosi amb altres animals com el calamar hawaià (Aliivibrio fischeri) o en nematodes terrestres (Photorhabdus luminescens). Els organismes hostes proporcionen a aquestes bacteris una llar segura i una nutrició suficient. A canvi, els amfitrions utilitzen la llum produïda pels bacteris per al seu camuflatge, presa i/o atracció. Els bacteris bioluminiscents han desenvolupat relacions simbiòtiques amb altres organismes en què tots dos participants es beneficien prop de la mateixa manera.Una altra possible raó per la qual els bacteris usen la reacció de luminescència és per quorum sensing, una capacitat per regular l'expressió gènica en resposta a la densitat cel·lular bacteriana.

## Grups bacterians que mostren bioluminescència
Totes les espècies bacterianes que han estat reportades per posseir bioluminescència pertanyen a les famílies Vibrionaceae, Shewanellaceae, o Enterobacteriaceae, totes elles estan assignades a la classe Gammaproteobacteria.
| Família            | Gènere                   | Espècies |
| ------------------ | ------------------------ | --- |
| Enterobacteriaceae | Photorhabdus             | Photorhabdus asymbiotica Photorhabdus luminescens Photorhabdus temperata |
| Shewanellaceae     | Shewanella               | Shewanella woodyi Shewanella hanedai |
| Vibrionaceae       | Aliivibrio               | Aliivibrio fischeri Aliivibrio logei Aliivibrio salmonicida Aliivibrio sifiae Aliivibrio "thorii" Aliivibrio wodanis                                                                             |
| Vibrionaceae       | Photobacterium           | Photobacterium aquimaris Photobacterium damselae Photobacterium kishitanii Photobacterium leiognathi Photobacterium mandapamensis Photobacterium phosphoreum                                     |
| Vibrionaceae       | Vibrio                   | Vibrio azureus Vibrio "beijerinckii" Vibrio campbellii Vibrio chagasii Vibrio cholerae Vibrio harveyi Vibrio mediterranea Vibrio orientalis Vibrio sagamiensis Vibrio splendidus Vibrio vulnicus |
| Vibrionaceae       | "Candidatus Photodesmus" | "Candidatus Photodesmus katoptron" |

(Llista de Dunlap and Henryk (2013), "Luminous Bacteria", The Prokaryotes)